# Franck Kessié
Franck Yannick Kessié (AFI: [fʁɑ̃k kɛsje]; Ouragahio, 19 dicembre 1996) è un calciatore ivoriano, centrocampista dell'Al-Ahli e della nazionale ivoriana, con cui ha vinto la Coppa d'Africa nel 2024.

## Caratteristiche tecniche
Inizialmente impiegato come difensore centrale, è stato poi schierato come mediano dall'allora allenatore del Cesena, Massimo Drago.
Dotato di grande fisicità, alla quale unisce una buona tecnica di base e agonismo, è abile negli inserimenti offensivi e nel colpo di testa. Tali qualità, unite a corsa e a dinamismo, lo rendono un ottimo centrocampista, in grado di spostarsi repentinamente da un'area di rigore all'altra. È inoltre un ottimo rigorista: in carriera ha messo a segno 31 penalty su 36 calciati.
Si ispira a Yaya Touré.

## Carriera

### Club

#### Gli esordi
Dopo aver iniziato la propria carriera nello Stella Adjamé di Abidjan, nel gennaio del 2015 viene tesserato dall'Atalanta, che lo aggrega inizialmente alla squadra Primavera. Il 18 aprile viene convocato per la prima volta in prima squadra per l'incontro disputato contro la Roma, restando però in panchina. Il 26 agosto seguente passa in prestito al Cesena, in Serie B, con cui nel corso della stagione gioca 36 partite in campionato ed una nei play-off, segnando 4 reti.

#### Atalanta
Rientrato all'Atalanta, nella stagione 2016-2017 gioca la sua prima partita con la squadra bergamasca, scendendo in campo, il 13 agosto 2016, nella partita del terzo turno di Coppa Italia vinta per 3-0 contro la Cremonese, formazione di Lega Pro; nell'occasione segna anche il suo primo gol ufficiale in nerazzurro, realizzando la terza rete dell'incontro.
Esordisce in Serie A alla prima giornata, il 21 agosto 2016, siglando una doppietta nella gara casalinga persa per 3-4 contro la Lazio. Va a segno anche la domenica seguente, realizzando il momentaneo gol del vantaggio nella partita persa per 2-1 sul campo della Sampdoria. Si ripete alla terza giornata, l'11 settembre, con il calcio di rigore realizzato nel successo per 2-1 contro il Torino. Il 20 novembre segna nuovamente dal dischetto, regalando in extremis la vittoria (2-1) contro la Roma. Esattamente un mese dopo, il 20 dicembre, torna a segnare su azione nella vittoria per 2-1 sull'Empoli. Al termine della stagione, i bergamaschi concludono al quarto posto in classifica con l'ivoriano che realizza 7 reti in 31 partite totali.

#### Milan

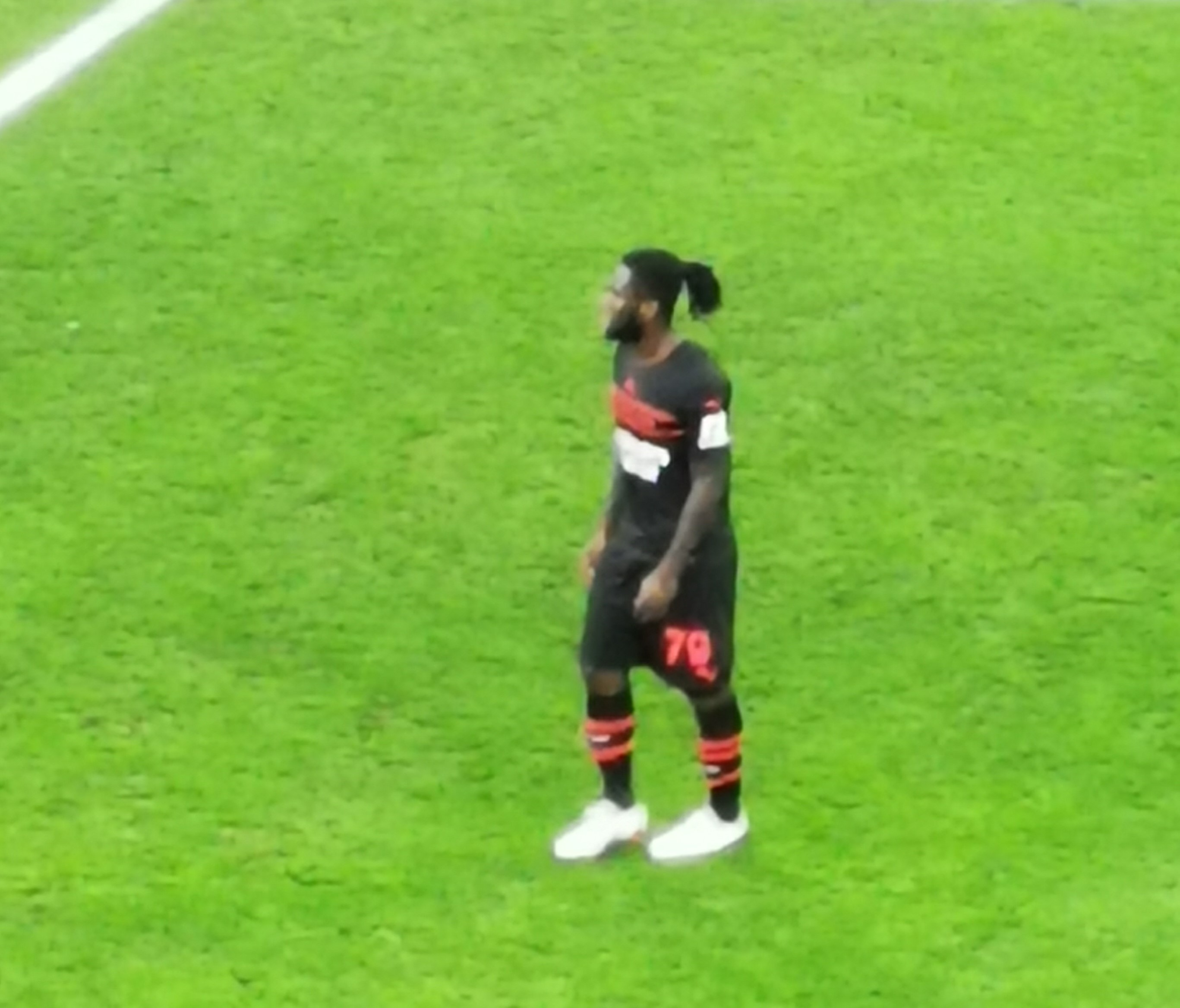
Kessie nel Milan durante una partita con il Torino nel 2021

Il 2 giugno 2017 si trasferisce al Milan in prestito biennale con riscatto obbligatorio, per una cifra complessiva di circa 28 milioni di euro. Fa il suo esordio con la maglia rossonera, nonché nelle coppe europee, il 27 luglio seguente, durante la partita di andata del terzo turno preliminare di UEFA Europa League vinta per 1-0 in casa dell'U Craiova. Realizza la sua prima rete con il club milanese il 20 agosto, alla prima giornata di Serie A, trasformando in gol un rigore nella gara vinta per 3-0 in casa del Crotone. Il 21 gennaio 2018 realizza la sua prima doppietta con il Milan, segnando i due gol decisivi nella partita vinta 2-1 in trasferta contro il Cagliari. Il 9 maggio disputa la finale di Coppa Italia, persa 4-0 contro la Juventus. Conclude la stagione con 54 presenze e 5 gol in tutte le competizioni.
All'inizio della stagione successiva, il 31 agosto 2018, segna un gol nella gara di campionato vinta 2-1 contro la Roma a San Siro. A metà gennaio disputa la Supercoppa italiana, persa 1-0 contro la Juventus a Gedda. Il 13 aprile 2019, alla 32ª giornata, realizza su rigore il gol decisivo per la vittoria 1-0 in casa contro la Lazio. All'ultima giornata di campionato, il 29 maggio, realizza una doppietta nella gara vinta 3-2 in trasferta contro la SPAL. Il Milan guidato da Gennaro Gattuso ottiene il quinto posto finale con Kessié che chiude l'annata con 7 gol in 42 presenze complessive.
Il 21 settembre 2019 gioca la sua centesima partita con la maglia del Milan e il 5 ottobre ritorna a segnare su rigore in occasione del match esterno contro il Genoa, siglando il 2-1 e ribaltando il risultato. Tuttavia, la stagione parte male per lui e per la squadra, tant'è che il 10 novembre viene escluso dai convocati in vista della sfida contro la Juventus per ragioni disciplinari. Nel corso dei mesi, l'allenatore Stefano Pioli (subentrato a ottobre a Marco Giampaolo, che considerava Kessié anarchico) modifica la sua posizione in campo, schierandolo come mediano in un centrocampo a due, in coppia con Ismaël Bennacer. Tale cambiamento migliora notevolmente il suo rendimento; alla ripresa del campionato dopo la sosta dovuta all'emergenza sanitaria, si rende protagonista di ottime prestazioni, realizzando tre reti consecutive (contro Juventus, Napoli e Parma) tra la trentunesima e la trentatreesima giornata di campionato.
Diventato ormai uno dei senatori dello spogliatoio, durante la stagione 2020-2021 veste per la prima volta la fascia di capitano del Milan il 29 ottobre 2020, dopo l'uscita di Alessio Romagnoli, nel secondo tempo della partita casalinga di UEFA Europa League vinta per 3-0 contro lo Sparta Praga. Il 25 febbraio 2021, nella partita di ritorno dei sedicesimi di finale di Europa League contro la Stella Rossa (1-1), realizza, su rigore, il suo primo gol nelle coppe europee. Chiude la stagione con 13 marcature in Serie A, le ultime due delle quali realizzate su calcio di rigore sul campo dell'Atalanta all'ultima giornata, decisive per l'ottenimento del secondo posto finale e del conseguente ritorno in UEFA Champions League del Milan dopo sette anni di assenza.
Nella stagione successiva vince il suo primo campionato, collezionando 39 presenze e 7 reti tra tutte le competizioni. Al termine dell'annata decide di non rinnovare il contratto in scadenza con i meneghini, chiudendo la sua esperienza in rossonero di 5 anni con 223 presenze e 37 reti totali.

#### Barcellona
Il 4 luglio 2022 viene annunciato il suo trasferimento al Barcellona. Nella sua prima stagione in blaugrana conquista la supercoppa nazionale ed il 14 maggio 2023 si laurea per la prima volta campione di Spagna, in seguito alla vittoria per 4-2 nel derby contro l'Espanyol.

#### Al-Ahli
Il 9 agosto 2023, dopo una sola stagione in Spagna, viene ufficialmente ceduto a titolo definitivo per 12,5 milioni di euro all'Al-Ahli, squadra della Saudi Professional League, con cui sottoscrive un contratto triennale.

### Nazionale
Nel 2013 ha giocato il Mondiale Under-17, 5 presenze ha segnato 2 reti, la prima con un rigore battendo per 2-1 il Marocco agli ottavi di finale e con lo stesso risultato finisce la partita contro l'Argentina ai quarti di finale dove Kessié è autore della seconda rete con un altro penalty ma che vede l'Argentina vincitrice; nello stesso anno ha esordito in nazionale maggiore, nelle qualificazioni alla Coppa d'Africa 2015, nel corso delle quali ha disputato 3 gare. In particolare ha esordito, da titolare, il 6 settembre 2014, nella partita contro la Sierra Leone, terminata con il risultato di 2-1 per gli ivoriani. Sempre nel 2015 ha disputato 3 partite nella Coppa d'Africa Under-20, mentre a partire dal 2016 è stato nuovamente convocato con regolarità dalla nazionale maggiore, con la quale nel 2017 ha preso parte alla Coppa d'Africa, nella quale ha disputato tutti e 3 gli incontri della sua nazionale.
Convocato per la Coppa d'Africa 2019, in occasione della vittoria per 4-1 contro la Namibia fornisce 3 assist. Il 16 novembre dello stesso anno segna la sua prima rete in nazionale, su calcio di rigore contro il Niger. Nel 2013 vinse la Coppa d'Africa con l'Under-17.
Nel 2021 partecipa da fuoriquota ai Giochi di Tokyo, nel corso dei quali realizza la rete decisiva del 2-1 durante il vittorioso match di esordio della Costa d'Avorio contro l'Arabia Saudita.
Nella Coppa d'Africa 2023, disputata in casa nel 2024, la nazionale ivoriana si laurea campione continentale per la terza volta. Kessié si rivela decisivo negli ottavi di finale contro il Senegal campione in carica, realizzando il gol del pareggio per 1-1 e trasformando in gol il proprio tiro dal dischetto della serie conclusiva, che si conclude con il punteggio di 5-4. Nella finale vinta contro la Nigeria per 2-1 realizza il gol del provvisorio 1-1.

## Statistiche

### Presenze e reti nei club
Statistiche aggiornate al 6 maggio 2025.
| Stagione        | Squadra         | Campionato      | Campionato | Campionato | Coppe nazionali | Coppe nazionali | Coppe nazionali | Coppe continentali | Coppe continentali | Coppe continentali | Altre coppe | Altre coppe | Altre coppe | Totale | Totale |
| Stagione        | Squadra         | Comp            | Pres       | Reti       | Comp            | Pres            | Reti            | Comp               | Pres               | Reti               | Comp        | Pres        | Reti        | Pres   | Reti   |
| --------------- | --------------- | --------------- | ---------- | ---------- | --------------- | --------------- | --------------- | ------------------ | ------------------ | ------------------ | ----------- | ----------- | ----------- | ------ | ------ |
| 2014-gen. 2015  | Stella Club     | L1              | 10         | 3          | -               | -               | -               | -                  | -                  | -                  | -           | -           | -           | 10     | 3      |
| gen.-giu. 2015  | Atalanta        | A               | 0          | 0          | CI              | -               | -               | -                  | -                  | -                  | -           | -           | -           | 0      | 0      |
| 2015-2016       | Cesena          | B               | 37         | 4          | CI              | 0               | 0               | -                  | -                  | -                  | -           | -           | -           | 37     | 4      |
| 2016-2017       | Atalanta        | A               | 30         | 6          | CI              | 1               | 1               | -                  | -                  | -                  | -           | -           | -           | 31     | 7      |
| Totale Atalanta | Totale Atalanta | Totale Atalanta | 30         | 6          |                 | 1               | 1               |                    | -                  | -                  |             | -           | -           | 31     | 7      |
| 2017-2018       | Milan           | A               | 37         | 5          | CI              | 5               | 0               | UEL                | 12                 | 0                  | -           | -           | -           | 54     | 5      |
| 2018-2019       | Milan           | A               | 34         | 7          | CI              | 4               | 0               | UEL                | 3                  | 0                  | SI          | 1           | 0           | 42     | 7      |
| 2019-2020       | Milan           | A               | 35         | 4          | CI              | 3               | 0               | -                  | -                  | -                  | -           | -           | -           | 38     | 4      |
| 2020-2021       | Milan           | A               | 37         | 13         | CI              | 2               | 0               | UEL                | 11                 | 1                  | -           | -           | -           | 50     | 14     |
| 2021-2022       | Milan           | A               | 31         | 6          | CI              | 3               | 1               | UCL                | 5                  | 0                  | -           | -           | -           | 39     | 7      |
| Totale Milan    | Totale Milan    | Totale Milan    | 174        | 35         |                 | 17              | 1               |                    | 31                 | 1                  |             | 1           | 0           | 223    | 37     |
| 2022-2023       | Barcellona      | PD              | 28         | 1          | CR              | 5               | 1               | UCL+UEL            | 6+2                | 1+0                | SS          | 2           | 0           | 43     | 3      |
| 2023-2024       | Al-Ahli         | SPL             | 31         | 10         | KC              | 2               | 0               | -                  | -                  | -                  | -           | -           | -           | 33     | 10     |
| 2024-2025       | Al-Ahli         | SPL             | 26         | 2          | KC              | 1               | 0               | ACL                | 12                 | 2                  | SS          | 1           | 0           | 40     | 3      |
| Totale Al-Ahli  | Totale Al-Ahli  | Totale Al-Ahli  | 57         | 12         |                 | 3               | 0               |                    | 12                 | 2                  |             | 1           | 0           | 73     | 13     |
| Totale carriera | Totale carriera | Totale carriera | 336        | 61         |                 | 26              | 3               |                    | 51                 | 4                  |             | 4           | 0           | 417    | 67     |

### Cronologia presenze e reti in nazionale
| Cronologia completa delle presenze e delle reti in nazionale ― Costa d'Avorio | Cronologia completa delle presenze e delle reti in nazionale ― Costa d'Avorio | Cronologia completa delle presenze e delle reti in nazionale ― Costa d'Avorio | Cronologia completa delle presenze e delle reti in nazionale ― Costa d'Avorio | Cronologia completa delle presenze e delle reti in nazionale ― Costa d'Avorio | Cronologia completa delle presenze e delle reti in nazionale ― Costa d'Avorio | Cronologia completa delle presenze e delle reti in nazionale ― Costa d'Avorio | Cronologia completa delle presenze e delle reti in nazionale ― Costa d'Avorio |
| Data                                                                          | Città                                                                         | In casa                                                                       | Risultato                                                                     | Ospiti                                                                        | Competizione                                                                  | Reti                                                                          | Note                                                                          |
| ----------------------------------------------------------------------------- | ----------------------------------------------------------------------------- | ----------------------------------------------------------------------------- | ----------------------------------------------------------------------------- | ----------------------------------------------------------------------------- | ----------------------------------------------------------------------------- | ----------------------------------------------------------------------------- | ----------------------------------------------------------------------------- |
| 6-9-2014                                                                      | Abidjan                                                                       | Costa d'Avorio                                                                | 2 – 1                                                                         | Sierra Leone                                                                  | Qual. Coppa d'Africa 2015                                                     | -                                                                             |                                                                               |
| 11-10-2014                                                                    | Kinshasa                                                                      | RD del Congo                                                                  | 1 – 2                                                                         | Costa d'Avorio                                                                | Qual. Coppa d'Africa 2015                                                     | -                                                                             | 64’                                                                           |
| 15-10-2014                                                                    | Abidjan                                                                       | Costa d'Avorio                                                                | 3 – 4                                                                         | RD del Congo                                                                  | Qual. Coppa d'Africa 2015                                                     | -                                                                             | 47’                                                                           |
| 25-10-2014                                                                    | Lusaka                                                                        | Zambia                                                                        | 1 – 1                                                                         | Costa d'Avorio                                                                | Amichevole                                                                    | -                                                                             |                                                                               |
| 20-5-2016                                                                     | Budapest                                                                      | Ungheria                                                                      | 0 – 0                                                                         | Costa d'Avorio                                                                | Amichevole                                                                    | -                                                                             | 46’                                                                           |
| 4-6-2016                                                                      | Bouaké                                                                        | Costa d'Avorio                                                                | 2 – 1                                                                         | Gabon                                                                         | Amichevole                                                                    | -                                                                             |                                                                               |
| 3-9-2016                                                                      | Bouaké                                                                        | Costa d'Avorio                                                                | 1 – 1                                                                         | Sierra Leone                                                                  | Qual. Coppa d'Africa 2017                                                     | -                                                                             |                                                                               |
| 8-10-2016                                                                     | Bouaké                                                                        | Costa d'Avorio                                                                | 3 – 1                                                                         | Mali                                                                          | Qual. Mondiali 2018                                                           | -                                                                             |                                                                               |
| 12-11-2016                                                                    | Marrakech                                                                     | Marocco                                                                       | 0 – 0                                                                         | Costa d'Avorio                                                                | Qual. Mondiali 2018                                                           | -                                                                             |                                                                               |
| 15-11-2016                                                                    | Lens                                                                          | Francia                                                                       | 0 – 0                                                                         | Costa d'Avorio                                                                | Amichevole                                                                    | -                                                                             |                                                                               |
| 8-1-2017                                                                      | Abu Dhabi                                                                     | Svezia                                                                        | 1 – 2                                                                         | Costa d'Avorio                                                                | Amichevole                                                                    | -                                                                             |                                                                               |
| 11-1-2017                                                                     | Abu Dhabi                                                                     | Costa d'Avorio                                                                | 3 – 0                                                                         | Uganda                                                                        | Amichevole                                                                    | -                                                                             | 64’                                                                           |
| 16-1-2017                                                                     | Oyem                                                                          | Costa d'Avorio                                                                | 0 – 0                                                                         | Togo                                                                          | Coppa d'Africa 2017 - 1º turno                                                | -                                                                             |                                                                               |
| 20-1-2017                                                                     | Oyem                                                                          | Costa d'Avorio                                                                | 2 – 2                                                                         | RD del Congo                                                                  | Coppa d'Africa 2017 - 1º turno                                                | -                                                                             | 65’                                                                           |
| 24-1-2017                                                                     | Oyem                                                                          | Marocco                                                                       | 1 – 0                                                                         | Costa d'Avorio                                                                | Coppa d'Africa 2017 - 1º turno                                                | -                                                                             | 84’                                                                           |
| 24-3-2017                                                                     | Krasnodar                                                                     | Russia                                                                        | 0 – 2                                                                         | Costa d'Avorio                                                                | Amichevole                                                                    | -                                                                             |                                                                               |
| 27-3-2017                                                                     | Parigi                                                                        | Senegal                                                                       | 1 – 1                                                                         | Costa d'Avorio                                                                | Amichevole                                                                    | -                                                                             |                                                                               |
| 4-6-2017                                                                      | Rotterdam                                                                     | Paesi Bassi                                                                   | 5 – 0                                                                         | Costa d'Avorio                                                                | Amichevole                                                                    | -                                                                             | 62’                                                                           |
| 10-6-2017                                                                     | Bouaké                                                                        | Costa d'Avorio                                                                | 2 – 3                                                                         | Guinea                                                                        | Qual. Coppa d'Africa 2019                                                     | -                                                                             |                                                                               |
| 2-9-2017                                                                      | Libreville                                                                    | Gabon                                                                         | 0 – 3                                                                         | Costa d'Avorio                                                                | Qual. Mondiali 2018                                                           | -                                                                             |                                                                               |
| 5-9-2017                                                                      | Bouaké                                                                        | Costa d'Avorio                                                                | 1 – 2                                                                         | Gabon                                                                         | Qual. Mondiali 2018                                                           | -                                                                             |                                                                               |
| 6-10-2017                                                                     | Bamako                                                                        | Mali                                                                          | 0 – 0                                                                         | Costa d'Avorio                                                                | Qual. Mondiali 2018                                                           | -                                                                             |                                                                               |
| 11-11-2017                                                                    | Abidjan                                                                       | Costa d'Avorio                                                                | 0 – 2                                                                         | Marocco                                                                       | Qual. Mondiali 2018                                                           | -                                                                             | 10’                                                                           |
| 24-3-2018                                                                     | Beauvais                                                                      | Togo                                                                          | 2 – 2                                                                         | Costa d'Avorio                                                                | Amichevole                                                                    | -                                                                             | 75’                                                                           |
| 9-9-2018                                                                      | Kigali                                                                        | Ruanda                                                                        | 1 – 2                                                                         | Costa d'Avorio                                                                | Qual. Coppa d'Africa 2019                                                     | -                                                                             |                                                                               |
| 12-10-2018                                                                    | Bouaké                                                                        | Costa d'Avorio                                                                | 4 – 0                                                                         | Rep. Centrafricana                                                            | Qual. Coppa d'Africa 2019                                                     | -                                                                             |                                                                               |
| 16-10-2018                                                                    | Bangui                                                                        | Rep. Centrafricana                                                            | 0 – 0                                                                         | Costa d'Avorio                                                                | Qual. Coppa d'Africa 2019                                                     | -                                                                             |                                                                               |
| 18-11-2018                                                                    | Conakry                                                                       | Guinea                                                                        | 1 – 1                                                                         | Costa d'Avorio                                                                | Qual. Coppa d'Africa 2019                                                     | -                                                                             | 50’ 68’                                                                       |
| 23-3-2019                                                                     | Abidjan                                                                       | Costa d'Avorio                                                                | 3 – 0                                                                         | Ruanda                                                                        | Qual. Coppa d'Africa 2019                                                     | -                                                                             |                                                                               |
| 14-6-2019                                                                     | Abu Dhabi                                                                     | Costa d'Avorio                                                                | 0 – 1                                                                         | Uganda                                                                        | Amichevole                                                                    | -                                                                             |                                                                               |
| 19-6-2019                                                                     | Abu Dhabi                                                                     | Zambia                                                                        | 1 – 4                                                                         | Costa d'Avorio                                                                | Amichevole                                                                    | -                                                                             | 51’ 70’                                                                       |
| 24-6-2019                                                                     | Il Cairo                                                                      | Costa d'Avorio                                                                | 1 – 0                                                                         | Sudafrica                                                                     | Coppa d'Africa 2019 - 1º turno                                                | -                                                                             |                                                                               |
| 28-6-2019                                                                     | Il Cairo                                                                      | Marocco                                                                       | 1 – 0                                                                         | Costa d'Avorio                                                                | Coppa d'Africa 2019 - 1º turno                                                | -                                                                             |                                                                               |
| 1-7-2019                                                                      | Il Cairo                                                                      | Namibia                                                                       | 1 – 4                                                                         | Costa d'Avorio                                                                | Coppa d'Africa 2019 - 1º turno                                                | -                                                                             |                                                                               |
| 8-7-2019                                                                      | Suez                                                                          | Mali                                                                          | 0 – 1                                                                         | Costa d'Avorio                                                                | Coppa d'Africa 2019 - Ottavi di finale                                        | -                                                                             |                                                                               |
| 11-7-2019                                                                     | Suez                                                                          | Costa d'Avorio                                                                | 1 – 1 dts (3 – 4 dtr)                                                         | Algeria                                                                       | Coppa d'Africa 2019 - Quarti di finale                                        | -                                                                             | 88’                                                                           |
| 6-9-2019                                                                      | Caen                                                                          | Costa d'Avorio                                                                | 1 – 2                                                                         | Benin                                                                         | Amichevole                                                                    | -                                                                             |                                                                               |
| 10-9-2019                                                                     | Rouen                                                                         | Tunisia                                                                       | 1 – 2                                                                         | Costa d'Avorio                                                                | Amichevole                                                                    | -                                                                             |                                                                               |
| 13-10-2019                                                                    | Amiens                                                                        | Costa d'Avorio                                                                | 3 – 1                                                                         | RD del Congo                                                                  | Amichevole                                                                    | -                                                                             | 70’                                                                           |
| 16-11-2019                                                                    | Abidjan                                                                       | Costa d'Avorio                                                                | 1 – 0                                                                         | Niger                                                                         | Qual. Coppa d'Africa 2021                                                     | 1                                                                             | 83’                                                                           |
| 8-10-2020                                                                     | Bruxelles                                                                     | Belgio                                                                        | 1 – 1                                                                         | Costa d'Avorio                                                                | Amichevole                                                                    | 1                                                                             |                                                                               |
| 13-10-2020                                                                    | Utrecht                                                                       | Giappone                                                                      | 1 – 0                                                                         | Costa d'Avorio                                                                | Amichevole                                                                    | -                                                                             |                                                                               |
| 12-11-2020                                                                    | Abidjan                                                                       | Costa d'Avorio                                                                | 2 – 1                                                                         | Madagascar                                                                    | Qual. Coppa d'Africa 2021                                                     | -                                                                             |                                                                               |
| 17-11-2020                                                                    | Antananarivo                                                                  | Madagascar                                                                    | 1 – 1                                                                         | Costa d'Avorio                                                                | Qual. Coppa d'Africa 2021                                                     | 1                                                                             | 83’                                                                           |
| 26-3-2021                                                                     | Niamey                                                                        | Niger                                                                         | 0 – 3                                                                         | Costa d'Avorio                                                                | Qual. Coppa d'Africa 2021                                                     | -                                                                             |                                                                               |
| 30-3-2021                                                                     | Abidjan                                                                       | Costa d'Avorio                                                                | 3 – 1                                                                         | Etiopia                                                                       | Qual. Coppa d'Africa 2021                                                     | 1                                                                             |                                                                               |
| 5-6-2021                                                                      | Abidjan                                                                       | Costa d'Avorio                                                                | 2 – 1                                                                         | Burkina Faso                                                                  | Amichevole                                                                    | -                                                                             | 44’                                                                           |
| 11-6-2021                                                                     | Cape Coast                                                                    | Ghana                                                                         | 0 – 0                                                                         | Costa d'Avorio                                                                | Amichevole                                                                    | -                                                                             | 90+4’                                                                         |
| 8-10-2021                                                                     | Soweto                                                                        | Malawi                                                                        | 0 – 3                                                                         | Costa d'Avorio                                                                | Qual. Mondiali 2022                                                           | -                                                                             | 79’                                                                           |
| 11-10-2021                                                                    | Cotonou                                                                       | Costa d'Avorio                                                                | 2 – 1                                                                         | Malawi                                                                        | Qual. Mondiali 2022                                                           | 1                                                                             |                                                                               |
| 13-11-2021                                                                    | Cotonou                                                                       | Costa d'Avorio                                                                | 3 – 0                                                                         | Mozambico                                                                     | Qual. Mondiali 2022                                                           | -                                                                             | 77’                                                                           |
| 16-11-2021                                                                    | Douala                                                                        | Camerun                                                                       | 1 – 0                                                                         | Costa d'Avorio                                                                | Qual. Mondiali 2022                                                           | -                                                                             |                                                                               |
| 12-1-2022                                                                     | Douala                                                                        | Guinea Equatoriale                                                            | 0 – 1                                                                         | Costa d'Avorio                                                                | Coppa d'Africa 2021 - 1º turno                                                | -                                                                             | 71’                                                                           |
| 16-1-2022                                                                     | Douala                                                                        | Costa d'Avorio                                                                | 2 – 2                                                                         | Sierra Leone                                                                  | Coppa d'Africa 2021 - 1º turno                                                | -                                                                             | 82’                                                                           |
| 20-1-2022                                                                     | Douala                                                                        | Costa d'Avorio                                                                | 3 – 1                                                                         | Algeria                                                                       | Coppa d'Africa 2021 - 1º turno                                                | 1                                                                             |                                                                               |
| 26-1-2022                                                                     | Douala                                                                        | Costa d'Avorio                                                                | 0 – 0 dts (4 – 5 dtr)                                                         | Egitto                                                                        | Coppa d'Africa 2021 - Ottavi di finale                                        | -                                                                             | 30’                                                                           |
| 25-3-2022                                                                     | Marsiglia                                                                     | Francia                                                                       | 2 – 1                                                                         | Costa d'Avorio                                                                | Amichevole                                                                    | -                                                                             |                                                                               |
| 29-3-2022                                                                     | Londra                                                                        | Inghilterra                                                                   | 3 – 0                                                                         | Costa d'Avorio                                                                | Amichevole                                                                    | -                                                                             |                                                                               |
| 24-9-2022                                                                     | Le Petit-Quevilly                                                             | Costa d'Avorio                                                                | 2 – 1                                                                         | Togo                                                                          | Amichevole                                                                    | 1                                                                             |                                                                               |
| 27-9-2022                                                                     | Amiens                                                                        | Costa d'Avorio                                                                | 3 – 1                                                                         | Guinea                                                                        | Amichevole                                                                    | -                                                                             | 64’                                                                           |
| 24-3-2023                                                                     | Bouaké                                                                        | Costa d'Avorio                                                                | 3 – 1                                                                         | Comore                                                                        | Qual. Coppa d'Africa 2023                                                     | -                                                                             |                                                                               |
| 28-3-2023                                                                     | Moroni                                                                        | Comore                                                                        | 0 – 2                                                                         | Costa d'Avorio                                                                | Qual. Coppa d'Africa 2023                                                     | 1                                                                             |                                                                               |
| 17-6-2023                                                                     | Ndola                                                                         | Zambia                                                                        | 3 – 0                                                                         | Costa d'Avorio                                                                | Qual. Coppa d'Africa 2023                                                     | -                                                                             |                                                                               |
| 9-9-2023                                                                      | San-Pédro                                                                     | Costa d'Avorio                                                                | 1 – 0                                                                         | Lesotho                                                                       | Qual. Coppa d'Africa 2023                                                     | -                                                                             | 69’                                                                           |
| 12-9-2023                                                                     | Abidjan                                                                       | Costa d'Avorio                                                                | 0 – 0                                                                         | Mali                                                                          | Amichevole                                                                    | -                                                                             |                                                                               |
| 14-10-2023                                                                    | Abidjan                                                                       | Costa d'Avorio                                                                | 1 – 1                                                                         | Marocco                                                                       | Amichevole                                                                    | -                                                                             | cap. 66’ 90+3’                                                                |
| 17-10-2023                                                                    | Abidjan                                                                       | Costa d'Avorio                                                                | 1 – 1                                                                         | Sudafrica                                                                     | Amichevole                                                                    | -                                                                             | 90’                                                                           |
| 17-11-2023                                                                    | Abidjan                                                                       | Costa d'Avorio                                                                | 9 – 0                                                                         | Seychelles                                                                    | Qual. Mondiali 2026                                                           | -                                                                             | 63’                                                                           |
| 20-11-2023                                                                    | Dar es Salaam                                                                 | Gambia                                                                        | 0 – 2                                                                         | Costa d'Avorio                                                                | Qual. Mondiali 2026                                                           | -                                                                             |                                                                               |
| 6-1-2024                                                                      | San-Pédro                                                                     | Costa d'Avorio                                                                | 5 – 1                                                                         | Sierra Leone                                                                  | Amichevole                                                                    | 1                                                                             | cap. 76’                                                                      |
| 13-1-2024                                                                     | Abidjan                                                                       | Costa d'Avorio                                                                | 2 – 0                                                                         | Guinea-Bissau                                                                 | Coppa d'Africa 2023 - 1º turno                                                | -                                                                             | cap.                                                                          |
| 18-1-2024                                                                     | Abidjan                                                                       | Costa d'Avorio                                                                | 0 – 1                                                                         | Nigeria                                                                       | Coppa d'Africa 2023 - 1º turno                                                | -                                                                             |                                                                               |
| 22-1-2024                                                                     | Abidjan                                                                       | Guinea Equatoriale                                                            | 4 – 0                                                                         | Costa d'Avorio                                                                | Coppa d'Africa 2023 - 1º turno                                                | -                                                                             | cap.                                                                          |
| 29-1-2024                                                                     | Yamoussoukro                                                                  | Senegal                                                                       | 1 – 1 dts (4 - 5 dtr)                                                         | Costa d'Avorio                                                                | Coppa d'Africa 2023 - Ottavi di finale                                        | 1                                                                             | 73’                                                                           |
| 3-2-2024                                                                      | Bouaké                                                                        | Mali                                                                          | 1 – 2 dts                                                                     | Costa d'Avorio                                                                | Coppa d'Africa 2023 - Quarti di finale                                        | -                                                                             |                                                                               |
| 7-2-2024                                                                      | Abidjan                                                                       | Costa d'Avorio                                                                | 1 – 0                                                                         | RD del Congo                                                                  | Coppa d'Africa 2023 - Semifinale                                              | -                                                                             |                                                                               |
| 11-2-2024                                                                     | Abidjan                                                                       | Nigeria                                                                       | 1 – 2                                                                         | Costa d'Avorio                                                                | Coppa d'Africa 2023 - Finale                                                  | 1                                                                             |                                                                               |
| 23-3-2024                                                                     | Amiens                                                                        | Costa d'Avorio                                                                | 2 – 2                                                                         | Benin                                                                         | Amichevole                                                                    | -                                                                             |                                                                               |
| 26-3-2024                                                                     | Lens                                                                          | Costa d'Avorio                                                                | 2 – 1                                                                         | Uruguay                                                                       | Amichevole                                                                    | -                                                                             | cap.                                                                          |
| 7-6-2024                                                                      | Korhogo                                                                       | Costa d'Avorio                                                                | 1 – 0                                                                         | Gabon                                                                         | Qual. Mondiali 2026                                                           | -                                                                             | cap.                                                                          |
| 11-6-2024                                                                     | Lilongwe                                                                      | Kenya                                                                         | 0 – 0                                                                         | Costa d'Avorio                                                                | Qual. Mondiali 2026                                                           | -                                                                             | cap. 88’                                                                      |
| 6-9-2024                                                                      | Bouaké                                                                        | Costa d'Avorio                                                                | 2 – 0                                                                         | Zambia                                                                        | Qual. Coppa d'Africa 2025                                                     | -                                                                             | Cap.                                                                          |
| 10-9-2024                                                                     | Yaoundé                                                                       | Ciad                                                                          | 0 – 2                                                                         | Costa d'Avorio                                                                | Qual. Coppa d'Africa 2025                                                     | -                                                                             | cap. 75’                                                                      |
| 11-10-2024                                                                    | San-Pédro                                                                     | Costa d'Avorio                                                                | 4 – 1                                                                         | Sierra Leone                                                                  | Qual. Coppa d'Africa 2025                                                     | 2                                                                             | cap.                                                                          |
| 15-10-2024                                                                    | Monrovia                                                                      | Sierra Leone                                                                  | 1 – 0                                                                         | Costa d'Avorio                                                                | Qual. Coppa d'Africa 2025                                                     | -                                                                             | cap. 46’                                                                      |
| 15-11-2024                                                                    | Ndola                                                                         | Zambia                                                                        | 1 – 0                                                                         | Costa d'Avorio                                                                | Qual. Coppa d'Africa 2025                                                     | -                                                                             | cap.                                                                          |
| 19-11-2024                                                                    | Abidjan                                                                       | Costa d'Avorio                                                                | 4 – 0                                                                         | Ciad                                                                          | Qual. Coppa d'Africa 2025                                                     | -                                                                             | cap. 81’                                                                      |
| 21-3-2025                                                                     | Meknes                                                                        | Burundi                                                                       | 0 – 1                                                                         | Costa d'Avorio                                                                | Qual. Mondiali 2026                                                           | -                                                                             | cap.                                                                          |
| 24-3-2025                                                                     | Abidjan                                                                       | Costa d'Avorio                                                                | 1 – 0                                                                         | Gambia                                                                        | Qual. Mondiali 2026                                                           | -                                                                             | cap.                                                                          |
| 7-6-2025                                                                      | Toronto                                                                       | Nuova Zelanda                                                                 | 1 – 0                                                                         | Costa d'Avorio                                                                | Amichevole                                                                    | -                                                                             | 66’                                                                           |
| 10-6-2025                                                                     | Toronto                                                                       | Canada                                                                        | 0 – 0 (4 – 5 dtr)                                                             | Costa d'Avorio                                                                | Amichevole                                                                    | -                                                                             | cap. 61’                                                                      |
| Totale                                                                        |                                                                               | Presenze (9º posto)                                                           | 91                                                                            |                                                                               | Reti                                                                          | 13                                                                            |                                                                               |

## Palmarès

### Club

#### Competizioni nazionali
- Campionato italiano: 1

Milan: 2021-2022
- Campionato spagnolo: 1

Barcellona: 2022-2023
- Supercoppa di Spagna: 1

Barcellona: 2023

#### Competizioni internazionali
- AFC Champions League Elite: 1

Al-Ahli: 2024-2025

### Nazionale
- Coppa d'Africa: 1

Costa d'Avorio 2023

### Individuale
- Gran Galà del calcio AIC: 1

Squadra dell'anno: 2021